# Regierungsbezirk Arnsberg

Logo Bezirksregierung Arnsberg

Der Regierungsbezirk Arnsberg ist einer von fünf Regierungsbezirken in Nordrhein-Westfalen.

## Geografie
Der Regierungsbezirk Arnsberg liegt im Südosten von Nordrhein-Westfalen. Er deckt in seinem nordwestlichen Bereich mit den fünf Großstädten Bochum, Dortmund, Hagen, Hamm und Herne einen wesentlichen Teil des dicht besiedelten Ruhrgebiets ab. Im Gegensatz dazu weist das östliche und südliche Gebiet eine geringere Bevölkerungsdichte und eher kleinteilige Besiedlung auf.
Landschaftlich gehören sowohl die Bergländer Südwestfalens als auch die südlichen Bereiche der westfälischen Bucht einschließlich des mittleren Abschnitts der Lippeniederungen und der Hellwegbörden zum Regierungsbezirk.
Der Regierungsbezirk grenzt im Norden an die Regierungsbezirke Münster und Detmold, im Osten an das Land Hessen, im Süden an das Land Rheinland-Pfalz und im Westen an die Regierungsbezirke Köln und Düsseldorf.

## Geschichte

### Entstehung
Die Geschichte des Regierungsbezirks geht auf die preußische „Verordnung über die verbesserte Einrichtung der Provinzialbehörden“ vom 30. April 1815 zurück. Im Rahmen der Preußischen Reformen wurde Preußens Verwaltung nach dem Wiener Kongress neu geordnet und zunächst in zehn Provinzen mit jeweils zwei oder mehr Regierungsbezirken eingeteilt, die in mehrere Kreise untergliedert werden sollten. Eine der neu gebildeten Provinzen war die Provinz Westfalen. Die Einteilung der Provinz Westfalen und die Bildung der Regierungsbezirke Münster, Minden und Arnsberg wurde mit Bekanntmachung vom 25. Juli 1816 verfügt. Der Verwaltungssitz Hamm, in der vornapoleonischen Zeit Sitz der Märkischen Kriegs- und Domänenkammer und seit 1226 Hauptort der Grafschaft Mark, wurde aufgegeben und die neue Behörde aufgrund der Wahl des Oberpräsidenten Ludwig von Vincke nach Arnsberg verlegt. Das Ziel, die Region wirtschaftlich stärker zu entwickeln, war der eine Grund für die Wahl Arnsbergs. Zur Begründung dafür, dass nicht Hamm, sondern das Sauerland (das einstige Herzogtum Westfalen) der Entwicklungshilfe bedürfe, sagte Vincke nach eigenem Bekunden: „Ihr Markaner helft Euch selbst, hier im Herzogtum müssen wir erst das Leben erwecken.“ Der andere Grund für die Wahl Arnsbergs war der Wille der Regierung, die katholische Bevölkerung des vormaligen Herzogtums Westfalen stärker an den protestantisch geprägten preußischen Staat zu binden. Der ursprünglich 1815 vorgesehene Standort Hamm wurde stattdessen Sitz des königlich westfälischen Oberlandesgerichts, des heutigen Oberlandesgerichts Hamm.
Wie die übrigen Bezirksregierungen in der Provinz Westfalen, so nahm auch die neue Regierung in Arnsberg formell mit dem 1. August 1816 ihre Tätigkeit auf.

### Weitere Entwicklung
Eine der zentralen Herausforderungen der Regierungspräsidenten in Arnsberg war im 19. und frühen 20. Jahrhundert die staatliche Begleitung des Industrialisierungsprozesses insbesondere im östlichen Ruhrgebiet. In diesem Zusammenhang wurden in den Ballungsräumen auch eine Neueinteilung der Kreise und die Schaffung von Stadtkreisen während des Deutschen Kaiserreichs und dann noch einmal in den späten 1920er Jahren mit den Gesetzen von 1926, 1928 und 1929 nötig. Durch die Kommunalreformen der 1960er/1970er Jahre kam es auch zum Zusammenschluss verschiedener kleinerer Einheiten zu größeren Kreisen.
Der Sitz der Bezirksregierung in der Stadt Arnsberg war dabei stets umstritten. Spätestens mit dem Aufstieg des Ruhrgebiets zur zentralen Industrielandschaft nahmen die Bestrebungen zur Verlegung des Standortes ins Ruhrgebiet oder die Gründung eines neuen Regierungsbezirks Ruhr (Ruhrstadt) zu.
Grundsätzlich in Frage gestellt wurden die Bezirksregierungen in Nordrhein-Westfalen erst unter der Regierung Rüttgers. Im Koalitionsvertrag von 2005 zwischen CDU und FDP wurde die Auflösung der Bezirksregierungen vereinbart. Umgesetzt werden sollte dieses Vorhaben allerdings erst ab 2012. Von diesen Plänen ist später die Regierung unter Jürgen Rüttgers auch nach Protesten aus den eigenen Reihen wieder abgerückt. Im Koalitionsvertrag der rot-grünen Regierung unter Hannelore Kraft und Sylvia Löhrmann war ausdrücklich der Erhalt aller Regierungsbezirke vereinbart.
Die Behörde ließ im Jahr 2016 ihre Geschichte während der NS-Zeit aufarbeiten. Es zeichnete sich ein mehrstufiger Prozess der Anpassung an die neuen politischen Verhältnisse ab. Die Bezirksregierung war dabei nicht nur eine ausführende Behörde. Auch vor dem Hintergrund der Notwendigkeit, sich gegenüber den nationalsozialistisch beherrschten Kommunen als politisch zuverlässig zu präsentieren und sich gegenüber dem Gau Westfalen-Süd zu behaupten, zeigten einige Fachabteilungen eigene Initiative.

### Einwohnerentwicklung
Die folgende Übersicht zeigt die Einwohnerzahlen des Regierungsbezirks Arnsberg nach dem jeweiligen Gebietsstand. Bei den Zahlen handelt es sich bis 1970 um Volkszählungsergebnisse und ab 1975 um amtliche Fortschreibungen des Statistischen Landesamtes. Die Zahlen für 1975, 1980 und 1985 sind geschätzte Werte, die Zahlen ab 1987 Fortschreibungen auf Basis der Ergebnisse der Volkszählung von 1987. Die Angaben beziehen sich für 1837 auf die „Zivilbevölkerung“, ab 1861 auf die „Ortsanwesende Bevölkerung“, ab 1925 auf die Wohnbevölkerung und ab 1987 auf die „Bevölkerung am Ort der Hauptwohnung“.
| Jahr           | Einwohner  |
| -------------- | ---------- |
| 1819           | 0.388.456  |
| 1837           | 0. 502.810 |
| 1861 (3. Dez.) | 0.703.523  |
| 1867 (3. Dez.) | 0.791.361  |
| 1871 (1. Dez.) | 0.865.815  |
| 1880 (1. Dez.) | 1.068.141  |
| 1885 (1. Dez.) | 1.189.688  |
| 1890 (1. Dez.) | 1.342.711  |
| 1900 (1. Dez.) | 1.851.319  |

| Jahr            | Einwohner |
| --------------- | --------- |
| 1910 0(1. Dez.) | 2.399.849 |
| 1925 (16. Juni) | 2.721.367 |
| 1939 (17. Mai)  | 2.678.026 |
| 1950 (13. Sep.) | 3.041.700 |
| 1961 0(6. Juni) | 3.597.920 |
| 1970 (27. Mai)  | 3.720.550 |
| 1975 (31. Dez.) | 3.744.303 |
| 1980 (31. Dez.) | 3.688.780 |
| 1985 (31. Dez.) | 3.567.208 |

| Jahr            | Einwohner |
| --------------- | --------- |
| 1987 (25. Mai)  | 3.605.066 |
| 1990 (31. Dez.) | 3.731.986 |
| 1995 (31. Dez.) | 3.827.480 |
| 2000 (31. Dez.) | 3.805.904 |
| 2005 (31. Dez.) | 3.760.454 |
| 2008 (31. Dez.) | 3.699.748 |
| 2011 0(9. Mai)  | 3.575.207 |

1. 1 2 3 4 5 6 7 8 9 10 11 12 13 14 15 16  
Volkszählungsergebnis

## Verwaltungsgliederung

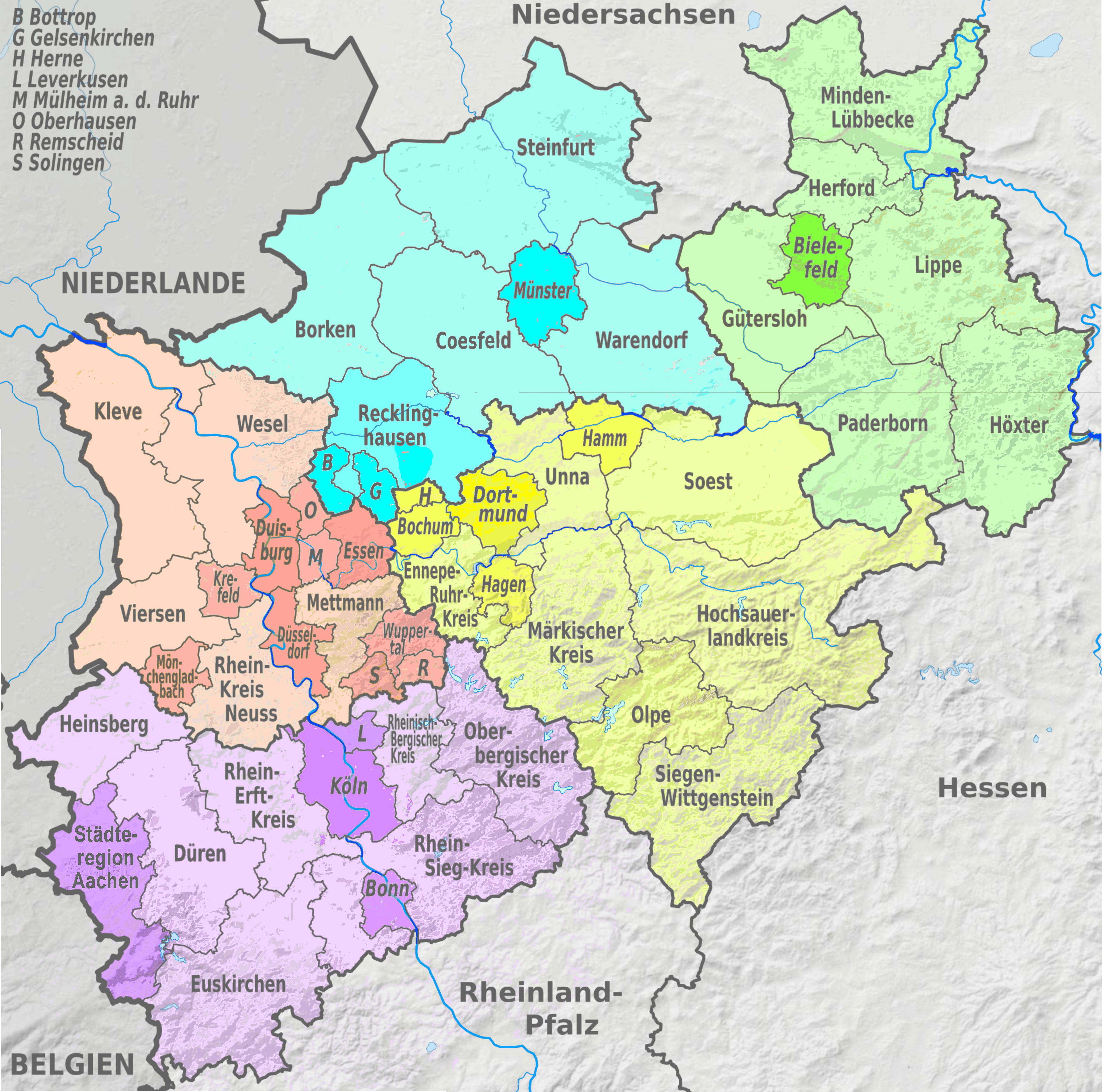
Kreise in NRW, Grundtöne nach Regierungsbezirken, kreisfreie Städte intensiver eingefärbt

Der Regierungsbezirk besteht aus sieben Kreisen mit insgesamt 78 kreisangehörigen Gemeinden und fünf kreisfreien Städten.

| Kreise | Kreisfreie Städte |
| --- | --- |
| 1. Ennepe-Ruhr-Kreis (315.069 Einw.) 2. Hochsauerlandkreis (261.193 Einw.) 3. Märkischer Kreis (408.899 Einw.) 4. Kreis Olpe (132.426 Einw.) 5. Kreis Siegen-Wittgenstein (274.379 Einw.) 6. Kreis Soest (300.347 Einw.) 7. Kreis Unna (396.283 Einw.) | 1. Bochum (357.024 Einw.) 2. Dortmund (601.343 Einw.) 3. Hagen (190.640 Einw.) 4. Hamm (179.380 Einw.) 5. Herne (156.154 Einw.) |

## Geschichte der Verwaltungsgliederungen

### Kreiseinteilung 1817
Im Jahr 1817 wurde der Regierungsbezirk wie folgt eingeteilt:
1. Kreis Altena
2. Kreis Arnsberg
3. Kreis Bilstein
4. Kreis Bochum
5. Kreis Brilon
6. Kreis Dortmund
7. Kreis Hagen
8. Kreis Hamm
9. Kreis Iserlohn
10. Kreis Lippstadt
11. Kreis Medebach
12. Kreis Siegen
13. Kreis Soest
14. Kreis Wittgenstein

### Änderung der Kreiseinteilung am 1. Januar 1819
Am 1. Januar 1819 gab es eine neue Kreiseinteilung:
1. Kreis Altena: Abtretung von Märkisch Valbert an den Kreis Olpe
2. Kreis Arnsberg: Abtretung von Gemeinden an den neuen Kreis Eslohe und an den Kreis Hamm, Aufnahme von Gemeinden aus dem Kreis Iserlohn, Gebietsaustausch mit dem Kreis Soest
3. Kreis Bochum: Abtretung von Gemeinden an den Kreis Hagen, Gebietsaustausch mit dem Kreis Dortmund
4. Kreis Brilon: Aufnahme von Gemeinden aus dem aufgelösten Kreis Medebach
5. Kreis Dortmund: Abtretung von Gemeinden an den Kreis Hagen, Gebietsaustausch mit dem Kreis Bochum
6. Kreis Eslohe: Neubildung aus Gemeinden der Kreise Altena, Arnsberg, Bilstein und Medebach
7. Kreis Hagen: Aufnahme von Gemeinden aus den Kreisen Bochum und Dortmund
8. Kreis Hamm: Aufnahme von Gemeinden aus dem Kreis Arnsberg
9. Kreis Iserlohn: Abtretung von Gemeinden an den Kreis Arnsberg
10. Kreis Lippstadt: Eingliederung der Gemeinde Mellrich des Kreises Soest
11. Kreis Olpe: Umbenennung des Kreises Bilstein
12. Kreis Siegen
13. Kreis Soest: Abtretung Gemeinde Mellrich an den Kreis Lippstadt, Gebietsaustausch mit dem Kreis Arnsberg
14. Kreis Wittgenstein

Kreis Bilstein: Umbenennung in Kreis Olpe, Aufnahme von Märkisch Valbert aus dem Kreis Altena und Abtretung von Gemeinden an den neuen Kreis Eslohe
Kreis Medebach: Auflösung und Aufteilung auf die Kreise Brilon und Eslohe

### Änderung der Kreiseinteilung am 1. Januar 1832
Am 1. April 1826 traten kleine Grenzverschiebungen zwischen einzelnen Kreisen in Kraft. Am 1. Januar 1832 gab es eine neue Kreiseinteilung:
1. Kreis Altena: Eingliederung der Bürgermeisterei Valbert des Kreises Olpe
2. Kreis Arnsberg: Eingliederung von Gemeinden des Kreises Eslohe
3. Kreis Bochum: Eingliederung von Gemeinden des Kreises Hagen (1. April 1826)
4. Kreis Brilon
5. Kreis Dortmund
6. Kreis Hagen: Abtretung von Gemeinden an den Kreis Bochum (1. April 1826)
7. Kreis Hamm: Abtretung von Gemeinden an den Kreis Soest (1. April 1826)
8. Kreis Iserlohn: Abtretung von Gemeinden an den Kreis Arnsberg
9. Kreis Lippstadt
10. Kreis Meschede: Umbenennung des Kreises Eslohe
11. Kreis Olpe: Abtretung der Bürgermeisterei Valbert an den Kreis Altena
12. Kreis Siegen
13. Kreis Soest: Eingliederung von Gemeinden des Kreises Hamm (1. April 1826)
14. Kreis Wittgenstein

Kreis Eslohe: Umbenennung in Kreis Meschede und Abtretung von Gemeinden an den Kreis Arnsberg

### Bildung von Stadt- und Landkreisen
Im weiteren Verlauf des 19. Jahrhunderts führten Industrialisierung und die damit einhergehende Urbanisierung zu Veränderungen. Insbesondere wurde aus einigen alten Kreisen größere Städte als Stadtkreise ausgliedert. Aus den Resten wurden teilweise neue Landkreise gebildet.
Bildung der Stadtkreise
1. Dortmund: 15. Februar 1875
2. Bochum: 24. Mai 1876
3. Hagen: 1. April 1887
4. Gelsenkirchen: 1. April 1897
5. Witten: 1. April 1899
6. Hamm: 1. April 1901
7. Herne: 1. Juli 1906
8. Iserlohn: 1. April 1907
9. Lüdenscheid: 1. April 1907
10. Hörde: 1. April 1911
11. Siegen: 1. März 1923

Bildung neuer Kreise
1. Kreis Gelsenkirchen: 1. Juli 1885
2. Kreis Hattingen: 1. Juli 1885
3. Kreis Hörde: 1. April 1887
4. Kreis Schwelm: 1. April 1887

### Kommunalreform der 1920er Jahre
Der zum Regierungsbezirk gehörende Anteil des Ruhrgebiets wurde in drei Zeitschritten neu geordnet. Die ersten Reformen traten am 1. April 1926 (Gesetz über die Neuregelung der kommunalen Grenzen im rheinisch-westfälischen Industriebezirke vom 26. Februar 1926) und am 1. April 1928 (Gesetz über die weitere Neuregelung der kommunalen Grenzen im westfälischen Industriebezirk vom 22. März 1928), die weiteren Reformen am 1. August 1929 (Gesetz über die kommunale Neugliederung des rheinisch-westfälischen Industriegebiets vom 29. Juli 1929) in Kraft. Bereits 1922 verlor der Kreis Schwelm Gemeinden an die rheinische Stadt Barmen. Infolge der Eingliederung dreier Gemeinden in den Landkreis Hamm wurde 1930 schließlich Unna zur neuen Kreisstadt dieses Kreises, der den Namen in Kreis Unna wechselte.
Die entscheidenden Eingriffe in die Verwaltungsstruktur waren allerdings die Auflösung etlicher Stadtkreise/Landkreise und deren Eingliederung in bestehende.
5. August 1922
- Vergrößerung des Stadtkreises Barmen um Gemeinden des Kreises Schwelm

1. April 1926
- Auflösung des Landkreises Gelsenkirchen und Aufteilung auf die Stadtkreise Bochum, Gelsenkirchen, Herne, Wanne-Eickel (Hauptteil) und Wattenscheid
- Vergrößerung des Stadtkreises Bochum um Gemeinden der Landkreise Bochum und Gelsenkirchen
- Vergrößerung des Stadtkreises Gelsenkirchen um Gemeinden des Landkreises Gelsenkirchen
- Vergrößerung des Stadtkreises Herne um Gemeinden der Landkreise Bochum und Gelsenkirchen
- Vergrößerung des Stadtkreises Wanne-Eickel um Gemeinden der Landkreise Bochum und Gelsenkirchen
- Vergrößerung des Stadtkreises Wattenscheid um Gemeinden des Landkreises Gelsenkirchen
- Vergrößerung des Landkreises Dortmund um Gemeinden des Landkreises Bochum

1. April 1928
- Auflösung des Landkreises Dortmund und Aufteilung auf die Stadtkreise Castrop-Rauxel, Dortmund (Hauptteil), Herne und Lünen
- Auflösung des Stadtkreises Hörde und Eingliederung in den Stadtkreis Dortmund
- Auflösung des Stadtkreises Gelsenkirchen und Eingliederung in den Stadtkreis Gelsenkirchen-Buer, zugleich Wechsel in den Regierungsbezirk Münster
- Neubildung des Stadtkreises Castrop-Rauxel aus Gemeinden des Landkreises Dortmund
- Neubildung des Stadtkreises Lünen aus Gemeinden des Landkreises Dortmund
- Vergrößerung des Stadtkreises Dortmund um den Stadtkreis Hörde und um Gemeinden des Landkreises Dortmund
- Vergrößerung des Stadtkreises Herne um Gemeinden des Landkreises Dortmund

1. August 1929
- Auflösung des Landkreises Bochum und Aufteilung auf die Stadtkreise Bochum (Hauptteil), Dortmund, Herne und Witten
- Auflösung des Landkreises Hagen und Aufteilung auf den Ennepe-Ruhr-Kreis (Hauptteil) und die Stadtkreise Hagen und Witten
- Auflösung des Kreises Hattingen und Aufteilung auf den Ennepe-Ruhr-Kreis (Hauptteil) und den Stadtkreis Bochum
- Auflösung des Landkreises Hörde und Aufteilung auf die Landkreise Hamm und Iserlohn sowie die Stadtkreise Dortmund (Hauptteil) und Witten
- Auflösung des Kreises Schwelm und Eingliederung in den Ennepe-Ruhr-Kreis
- Neubildung des Ennepe-Ruhr-Kreises aus dem Kreis Schwelm und aus Gemeinden des Landkreises Hagen sowie des Kreises Hattingen
- Vergrößerung des Stadtkreises Bochum um Gemeinden des Landkreises Bochum und des Kreises Hattingen
- Vergrößerung des Stadtkreises Dortmund um Gemeinden des Landkreises Bochum
- Vergrößerung des Stadtkreises Hagen um Gemeinden des Landkreises Hagen
- Vergrößerung des Stadtkreises Herne um Gemeinden des Landkreises Bochum
- Vergrößerung des Stadtkreises Witten um Gemeinden der Landkreise Bochum und Hagen
- Vergrößerung des Landkreises Hamm um Gemeinden des Landkreises Hörde
- Vergrößerung des Landkreises Iserlohn um Gemeinden des Landkreises Hörde

17. Oktober 1930
- Umbenennung des Landkreises Hamm in Kreis Unna

1. April 1939
- Vergrößerung des Stadtkreises Hamm um die Gemeinde Mark des Kreises Unna.

### Liste der Stadt- und Landkreise am 1. Januar 1939
Stadtkreise
1. Bochum
2. Castrop-Rauxel
3. Dortmund
4. Hagen
5. Hamm
6. Herne
7. Iserlohn
8. Lüdenscheid
9. Lünen
10. Siegen
11. Wanne-Eickel
12. Wattenscheid
13. Witten

Landkreise
1. Kreis Altena
2. Kreis Arnsberg
3. Kreis Brilon
4. Ennepe-Ruhr-Kreis
5. Landkreis Iserlohn
6. Kreis Lippstadt
7. Kreis Meschede
8. Kreis Olpe
9. Landkreis Siegen
10. Kreis Soest
11. Kreis Unna
12. Kreis Wittgenstein

### Entwicklung der Kreise nach 1945

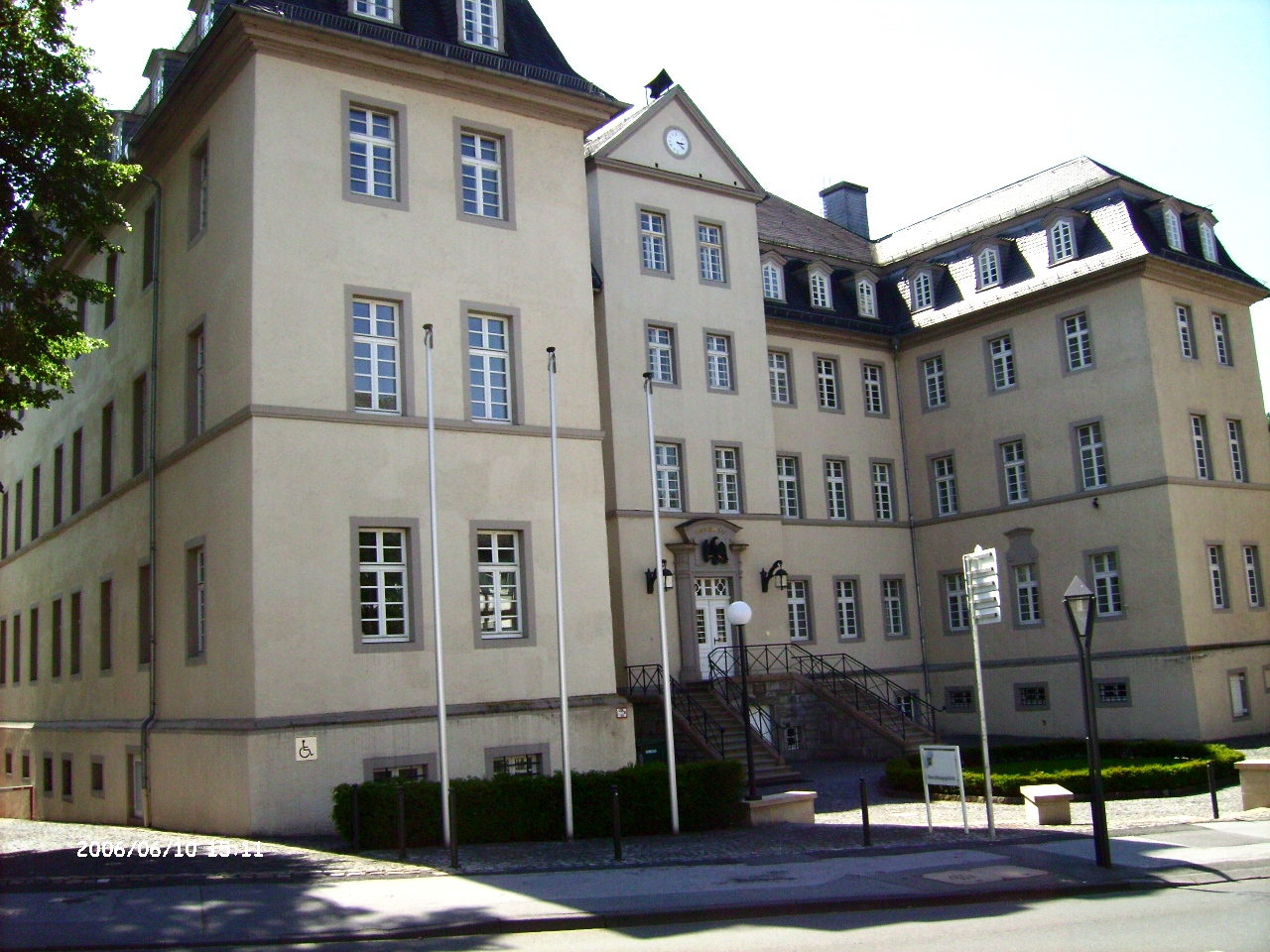
Altes Gebäude der Bezirksregierung (heute Verwaltungsgericht)

1. Kreis Altena (bis zum 31. Dezember 1968, anschließend im Kreis Lüdenscheid, jetzt im Märkischen Kreis)
2. Kreis Arnsberg (bis zum 31. Dezember 1974, anschließend hauptsächlich im Hochsauerlandkreis, ehemalige Gebietsteile auch im Märkischen Kreis und im Kreis Soest)
3. Kreis Brilon (bis zum 31. Dezember 1974, anschließend im Hochsauerlandkreis)
4. Ennepe-Ruhr-Kreis (ab dem 1. Januar 1975 um die ehemals kreisfreie Stadt Witten vergrößert)
5. Hochsauerlandkreis (ab dem 1. Januar 1975 aus Gebieten der Kreise Arnsberg, Meschede, Brilon, Wittgenstein und Büren, letzterer im Regierungsbezirk Detmold)
6. Kreis Iserlohn (bis zum 31. Dezember 1974, anschließend hauptsächlich im Märkischen Kreis, ehemalige Gebiete auch im Kreis Unna und in der Stadt Hagen)
7. Kreis Lippstadt (bis zum 31. Dezember 1974, anschließend im Kreis Soest)
8. Kreis Lüdenscheid (ab dem 1. Januar 1969 bis zum 31. Dezember 1974, anschließend im Märkischen Kreis)
9. Märkischer Kreis (ab dem 1. Januar 1975 aus Gebieten der ehemaligen Kreise Lüdenscheid, Iserlohn [unter Einbeziehung der ehemaligen kreisfreien Stadt Iserlohn] und Arnsberg)
10. Kreis Meschede (bis zum 31. Dezember 1974, anschließend im Hochsauerlandkreis)
11. Kreis Olpe
12. Kreis Siegen (ab dem 1. Januar 1975 mit großen Teilen des Kreises Wittgenstein; bis zum 31. Dezember 1983, anschließend Umbenennung in Kreis Siegen-Wittgenstein)
13. Kreis Siegen-Wittgenstein (ab dem 1. Januar 1984, vorher Kreis Siegen)
14. Kreis Soest (ab dem 1. Januar 1975 mit dem Kreis Lippstadt und Teilen des Kreises Arnsberg)
15. Kreis Unna (ab dem 1. Januar 1975 mit Teilen der Kreise Iserlohn und Lüdinghausen [letzterer bisher im Regierungsbezirk Münster])
16. Kreis Wittgenstein (bis zum 31. Dezember 1974, anschließend im Kreis Siegen, ab dem 1. Januar 1984 im Kreis Siegen-Wittgenstein)

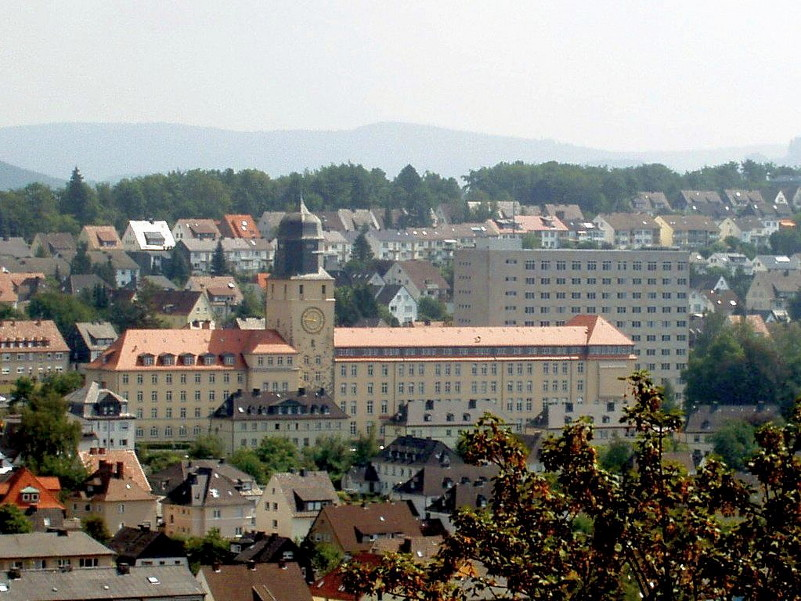
Blick auf heutige Gebäude der Bezirksregierung in Arnsberg

### Entwicklung der Kreisfreien Städte seit 1945
1. Bochum (am 1. Januar 1975 um Wattenscheid vergrößert)
2. Castrop-Rauxel (bis zum 31. Dezember 1974, anschließend im Kreis Recklinghausen, Regierungsbezirk Münster)
3. Dortmund (am 1. Januar 1975 Vergrößerung durch Eingemeindungen)
4. Hagen (am 1. Januar 1975 um Hohenlimburg, bisher im Kreis Iserlohn, und um den Stadtteil Dahl aus der Stadt Breckerfeld im Ennepe-Ruhr-Kreis vergrößert)
5. Hamm (am 1. Januar 1968 um die Gemeinden Berge, Westtünnen und den Großteil der Gemeinde Wiescherhöfen aus dem Kreis Unna vergrößert; ab dem 1. Januar 1975 um die Städte Heessen aus dem Kreis Beckum und Bockum-Hövel aus dem Kreis Lüdinghausen (beide bisher im Regierungsbezirk Münster) und Gebiete aus dem Kreis Unna vergrößert)
6. Herne (am 1. Januar 1975 um Wanne-Eickel vergrößert)
7. Iserlohn (bis zum 31. Dezember 1974, anschließend im Märkischen Kreis)
8. Lüdenscheid (bis zum 31. Dezember 1968, dann Kreis Lüdenscheid bis zum 31. Dezember 1974, anschließend im Märkischen Kreis)
9. Lünen (bis zum 31. Dezember 1974, anschließend im Kreis Unna)
10. Siegen (bis zum 30. Juni 1966, anschließend im Kreis Siegen, ab dem 1. Januar 1984 umbenannt in Kreis Siegen-Wittgenstein)
11. Wanne-Eickel (bis zum 31. Dezember 1974, dann nach Herne eingemeindet)
12. Wattenscheid (bis zum 31. Dezember 1974, dann nach Bochum eingemeindet)
13. Witten (bis zum 31. Dezember 1974, anschließend im Ennepe-Ruhr-Kreis)

### Aktueller Zustand
Der aktuelle Zustand ist das Resultat der Gebietsreformen von 1968 bis 1975.

## Regierungspräsidenten
| Beginn der Amtszeit | Ende der Amtszeit  | Regierungspräsident               | Partei |
| ------------------- | ------------------ | --------------------------------- | ------ |
| 1. August 1816      | 24. März 1825      | Friedrich von Bernuth             |        |
| 1825                | 1831               | Karl von Flemming                 |        |
| 1831                | 5. März 1836       | Philip-Ludwig Wolfart             |        |
| 5. März 1836        | 18. April 1845     | Georg Wilhelm Keßler              |        |
| 8. Juli 1845        | August 1848        | Heinrich Friedrich von Itzenplitz |        |
| 16. November 1848   | 4. Juni 1849       | Moritz von Bardeleben             |        |
| 18. Juli 1849       | 1851               | Carl von Bodelschwingh            |        |
| November 1851       | 18. Mai 1854 (†)   | Ernst von Bodelschwingh           |        |
| 28. September 1854  | 3. Juli 1863       | Friedrich von Spankeren           |        |
| 18. Juli 1863       | Oktober 1874       | Heinrich Wilhelm von Holtzbrinck  |        |
| 29. Oktober 1874    | 14. November 1880  | Georg von Steinmann               |        |
| 14. November 1880   | 22. Juni 1889      | Alfred von Rosen                  |        |
| 26. Juni 1889       | 16. April 1901     | Wilhelm Julius Reinhold Winzer    |        |
| 17. April 1901      | 13. Februar 1903   | Ludwig von Renvers                |        |
| 26. März 1903       | 18. Juni 1907      | Franz Coels von der Brügghen      |        |
| 9. September 1907   | Dezember 1907      | Friedrich Ernst von Schwerin      |        |
| 6. Januar 1908      | 30. September 1919 | Alfred von Bake                   |        |
| 16. Oktober 1919    | 15. Februar 1933   | Max König                         | SPD    |
| 23. Februar 1933    | 20. September 1935 | Max von Stockhausen               | DNVP   |
| Oktober 1935        | 31. August 1941    | Ludwig Runte                      | NSDAP  |
| 1. Januar 1942      | 16. Mai 1945       | Lothar Eickhoff                   | NSDAP  |
| 1. Juni 1945        | 31. Juli 1949      | Fritz Fries                       | SPD    |
| 15. März 1950       | 28. Februar 1956   | Hubert Biernat                    | SPD    |
| 2. Juni 1956        | 31. Juli 1973      | Ernst Schlensker                  | SPD    |
| 1. August 1973      | 12. Januar 1977    | Fritz Ziegler                     | SPD    |
| 13. Januar 1977     | 19. Februar 1990   | Richard Grünschläger              | SPD    |
| 20. Februar 1990    | 30. Juni 1998      | Raghilt Berve                     | SPD    |
| 1. August 1998      | 12. November 2002  | Wolfram Kuschke                   | SPD    |
| 1. Januar 2003      | 22. Juli 2005      | Renate Drewke                     | SPD    |
| 23. Juli 2005       | 18. August 2010    | Helmut Diegel                     | CDU    |
| 18. August 2010     | 31. August 2015    | Gerd Bollermann                   | SPD    |
| 1. September 2015   | 31. August 2017    | Diana Ewert                       | SPD    |
| 1. September 2017   | 31. August 2022    | Hans-Josef Vogel                  | CDU    |
| 1. September 2022   |                    | Heinrich Böckelühr                | CDU    |

## Regionalrat
- GRÜNE: 2
- SPD: 4
- FW: 1
- FDP: 1
- CDU: 7

Der Regionalrat wird nach jeder Kommunalwahl aufgrund der Kommunalwahlergebnisse (Stadtrats- bzw. Gemeinderatswahl) der kreisangehörigen Gemeinden der Kreise Hochsauerlandkreis, Märkischer Kreis, Olpe, Siegen-Wittgenstein und Soest gebildet. Die kreisfreien Städte Bochum, Dortmund, Hagen, Hamm und Herne sowie die Kreise Ennepe-Ruhr-Kreis und Unna sind nicht im Regionalrat repräsentiert, da für sie die Verbandsversammlung des Regionalverbands Ruhr die Funktion des Regionalrats übernimmt.
Im Regionalrat gibt es folgende Sitzverteilung nach Fraktionen (Stand September 2020):
| CDU | SPD | GRÜNE | Fraktionslos | Gesamt |
| --- | --- | ----- | ------------ | ------ |
| 7   | 4   | 2     | 2            | 15     |
|     |     |       | FDP 1 FW 1   |        |

## Sonstiges
Die Bezirksregierung Arnsberg ist für die Verteilung von Flüchtlingen in ganz Nordrhein-Westfalen zuständig.
Im Vergleich mit dem Bruttoinlandsprodukt pro Kopf der Europäischen Union, ausgedrückt in Kaufkraftparität, erreicht der Regierungsbezirk Arnsberg einen Index von 109 (EU-28=100) (2015).